# UnaGize
UnaGize, pseudoniem van Rayan Aghassaiy (20 mei 1998), is een voormalig Belgische youtuber, die vooral komische video's maakte. Hij werd in 2019 door Knack het tweede grootste YouTubegezicht van Vlaanderen genoemd.

## Biografie
UnaGize was oorspronkelijk opgericht in 2013 als gamingkanaal. Later verschoof de focus naar komische video's en muziek.
Aghassaiy maakt voornamelijk video's over dingen die op het internet spelen. Een van zijn beruchte video's is waar hij doet alsof hij een schoonmaakproduct drinkt. Hij staat bekend voor zijn uitdagende stijl van video's maken die vaak in strijd zijn met de richtlijnen van YouTube. Zo werd zijn kanaal in mei 2016 kort verwijderd omdat hij drie schendingen had. Nadat zijn hoofdaccount tijdelijk verwijderd werd, begon hij een tweede kanaal, RAYAN, waarop hij sinds 2018 muziek uitbrengt.
Op zijn achttiende verliet hij vroegtijdig school om zich volledig op YouTube te storten en besliste hij om samen met vier andere youtubers, waaronder Kacper Przybylski, in een huis te gaan wonen in Scherpenheuvel. Het "YouTube-huis" was een project om gezamenlijke video's te maken. Het huishouden viel niettemin een paar maanden later uiteen.
In maart 2019 kampeerde hij voor één nacht in het Museum voor Natuurwetenschappen in Brussel om Night at the Museum na te beleven.
In april 2021 verdwenen plots alle video's van de youtuber. Achteraf kondigde Rayan in diezelfde maand nog aan dat YouTube al zijn video's had verwijderd.
Tot mei 2021 was Rayan niet meer actief op zijn beide YouTube-kanalen. Op 20 mei 2021 plaatste Aghassaiy op zijn UnaGize-kanaal sinds lange tijd weer een video met de naam oude video's bekijken.
In december 2021 telde het YouTube-kanaal UnaGize 376.000 abonnees.
Op 22 maart 2022 verscheen op het Stash-kanaal van Rayan een nieuwe muziekclip, genaamd Skeksis. Ook werd op het UnaGize-kanaal een video gepost als promotiemateriaal voor zijn nieuwe muziek. In de beschrijving kon je een link vinden naar zijn eerste EP, genaamd 33. Later zijn ook nog videoclips van VRIL en Zelfdestructief uitgebracht.
Op 8 mei 2022 ging Rayan live op zijn Instagram, waar hij liet zien dat hij vast zat in het Psychiatrisch Centrum van Sleidinge. Ook zijn muziek en het UnaGize-kanaal werd tijdelijk offline gehaald. Sinds deze livestream liet Rayan voor een lange tijd niks van zich horen, wel werd een deel van zijn muziek terug online gezet op YouTube
Na een lange tijd niks gehoord te hebben van Rayan, plaatste hij op 23 maart 2023 het 33 Album online. Op het UnaGize-kanaal staat sinds die datum nog een video, genaamd eyes wide open. Rayan publiceerde op 18 mei 2023 zijn tweede EP, genaamd DROOM DIE MOORD. Op 11 september 2023 kwam zijn eerste album uit, ALL1.

## Series
In 2019 speelde hij Lars in de exclusieve fictiereeks op Instagram: Instaverliefd. De serie met steun van Stichting Tegen Kanker en Eén had de boodschap om jongeren van de sigaret te houden. De serie kreeg met Halloween een spin-off. In 2020 kreeg Instaverliefd een tweede seizoen.

## Discografie
| Album/Single    | Datum van verschijnen |
| --------------- | --------------------- |
| Hotline Bling   | 29-11-2015            |
| Sweatshirt      | 30-04-2016            |
| Hit or Miss     | 13-08-2016            |
| Snapking        | 25-10-2016            |
| Let Me Love You | 10-11-2016            |
| De Villa        | 07-04-2017            |
| Slisstrack      | 19-10-2017            |
| Buitenbeentje   | 31-10-2018            |
| Onder Invloed   | 13-09-2020            |
| Poppenkast      | 20-05-2021            |
| 33              | 22-03-2022            |
| DROOM DIE MOORD | 18-05-2023            |
| ALL1            | 11-09-2023            |
| Raptielen       | 20-12-2023            |
| Halfbloed       | 20-03-2024            |
| Vagevuur        | 07-07-2024            |
| Deimos          | 15-12-2024            |

## Prijzen
| Jaar | Prijs                           | Categorie           | Resultaat   |
| ---- | ------------------------------- | ------------------- | ----------- |
| 2016 | Nickelodeon Kids' Choice Awards | Favoriete vlogger   | Genomineerd |
| 2021 | De Jamies                       | Beste online comedy | Genomineerd |